# Moncheaux-lès-Frévent

Moncheaux-lès-Frévent este o comună în departamentul Pas-de-Calais, Franța. În 1 ianuarie 2022 avea o populație de 137 de locuitori.